# Herb Jeffries
Umberto Alesandro Valentino (artiestennaam Herb Jeffries) (Detroit, 24 september 1913 – Woodland Hills (Los Angeles), 25 mei 2014) is een Amerikaanse jazz-zanger, zanger van populaire liedjes en filmacteur. Hij zong in het orkest van Duke Ellington, waar zijn vertolking van "Flamingo" een grote hit was. Jeffries was de eerste Afro-Amerikaan die in een western een zwarte zingende cowboy speelde.

## Beginjaren
Jeffries heeft een kleurrijke achtergrond: zijn vader, een pianist, was een Siciliaan, zijn moeder was Ierse. Zijn overgrootmoeder kwam uit Ethiopië. Al vroeg wilde Jeffries zanger worden en daarom ging hij in 1932 naar Chicago. Hij zong in een nachtclub, waar Louis Armstrong hem zag spelen. Op aanbeveling van Armstrong kon hij bij Erskine Tate zingen, waar hij al snel werd weggekaapt door bandleider en pianist Earl Hines. Bij dit orkest zou Jeffries de basis leggen voor zijn bekendheid en populariteit, mede dankzij de radio-uitzendingen vanuit Grand Terrace Cafe tijdens Chicago World's Fair. In 1934 maakte hij als zanger met Earl Hines ook twee plaatopnames voor Brunswick: "Just to be in Carolina" en "Blue (Because of You)".

## Westerns
In 1937 wilde Jeffries (die zich toe Herb Jeffreys noemde) een film maken met een 'zwarte' in de heldenrol, waar het Afro-Amerikaanse publiek zich eindelijk eens mee kon identificeren. Hij regelde de financiering en het resultaat was de western-musical "Harlem on the Prairie", waarin Jeffries de held Bob Blake speelde. Jeffries zong in de film liedjes die hij zelf had gecomponeerd. De film was een groot succes bij het zwarte publiek en werd zelfs vertoond in theaters waar alleen maar blanken kwamen. Na dit succes volgden nog meer films in dit genre, zoals "The Bronze Buckaroo" (1939).

## Duke Ellington
In 1939 werd hij aangenomen door bandleider Duke Ellington. Hij toerde met het orkest en maakte ook verschillende opnames: "You, You Darlin'", "Jump For Joy" en wat het grootste succes bij Ellington zou zijn, "Flamingo". Het nummer werd op 28 december 1940 opgenomen, maar pas in juni 1941 uitgebracht. Het werd een grote hit en maakte hem populair bij zowel het 'zwarte' als het 'blanke' publiek. Van zijn versies van dit nummer zijn in de loop der jaren veertien miljoen platen verkocht.

## Hits
Toen "Flamingo" een hit werd, had Jeffries de band al verlaten om dienst te doen tijdens de oorlogsjaren. Na de oorlog had Jeffries verschillende hits zoals "Angel Eyes", "When I Write My Song" en "My Heart at Thy Sweet Voice". Na Nat King Cole en Billy Eckstine was hij begin jaren vijftig de bestverdienende Afro-Amerikaanse entertainer. Jeffries woonde zo'n tien jaar in Frankrijk, waar hij een jazz supper club had. In 1957 speelde hij met Angie Dickinson in de film "Calypso Joe" en in 1968 speelde hij een revolverheld in de tv-serie The Virginian. Tot op hoge leeftijd heeft Jeffries opgetreden en platen opgenomen. Zijn laatst verschenen album zong hij op 86-jarige leeftijd.
Herb Jeffries heeft een ster op de Hollywood Walk of Fame. In 2004 werd hij opgenomen in de Western Performers Hall of Fame in het National Cowboy & Western Heritage Museum in Oklahoma City, Oklahoma.

## Discografie (selectie)
- Say It Isn't So, Bethlehem, 1957
- Jamaica (soundtrack "Calypso Joe"), RKO, 1957
- I've Got the World on a String, Discovery, 1989
- The Bronze Buckaroo (Rides Again), Warner Bros., 1995
- The Duke and I, Flaming O, 1999

## Filmografie (selectie)
- Harlem on the Prairie, 1937
- Two-Gun Man from Harlem, 1938
- Harlem Rides the Range, 1939
- The Bronze Buckaroo, 1939
- Portrait of a Hitman, 1977